# Tomita Shingo
Tomita Shingo (富田 晋伍 Tomita Shingo, sinh ngày 20 tháng 6 năm 1986 ở Ōhira, Tochigi) là một cầu thủ bóng đá người Nhật Bản hiện tại thi đấu cho Vegalta Sendai.

## Thống kê sự nghiệp câu lạc bộ
Cập nhật đến ngày 23 tháng 2 năm 2018.
| Thành tích câu lạc bộ | Thành tích câu lạc bộ | Thành tích câu lạc bộ | Giải vô địch | Giải vô địch | Cúp                   | Cúp                   | Cúp Liên đoàn | Cúp Liên đoàn | Châu lục | Châu lục  | Tổng cộng | Tổng cộng |
| Mùa giải              | Câu lạc bộ            | Giải vô địch          | Số trận      | Bàn thắng    | Số trận               | Bàn thắng             | Số trận       | Bàn thắng     | Số trận  | Bàn thắng | Số trận   | Bàn thắng |
| Nhật Bản              | Nhật Bản              | Nhật Bản              | Giải vô địch | Giải vô địch | Cúp Hoàng đế Nhật Bản | Cúp Hoàng đế Nhật Bản | Cúp Liên đoàn | Cúp Liên đoàn | AFC      | AFC       | Tổng cộng | Tổng cộng |
| --------------------- | --------------------- | --------------------- | ------------ | ------------ | --------------------- | --------------------- | ------------- | ------------- | -------- | --------- | --------- | --------- |
| 2005                  | Vegalta Sendai        | J2 League             | 17           | 0            | 1                     | 0                     | –             | –             | –        | –         | 18        | 0         |
| 2006                  | Vegalta Sendai        | J2 League             | 16           | 0            | 2                     | 0                     | –             | –             | –        | –         | 18        | 0         |
| 2007                  | Vegalta Sendai        | J2 League             | 18           | 1            | 1                     | 0                     | –             | –             | –        | –         | 19        | 1         |
| 2008                  | Vegalta Sendai        | J2 League             | 24           | 0            | 1                     | 0                     | –             | –             | –        | –         | 25        | 0         |
| 2009                  | Vegalta Sendai        | J2 League             | 34           | 0            | 4                     | 0                     | –             | –             | –        | –         | 38        | 0         |
| 2010                  | Vegalta Sendai        | J1 League             | 26           | 0            | 1                     | 0                     | 7             | 0             | –        | –         | 34        | 0         |
| 2011                  | Vegalta Sendai        | J1 League             | 31           | 0            | 1                     | 0                     | 4             | 1             | –        | –         | 36        | 1         |
| 2012                  | Vegalta Sendai        | J1 League             | 29           | 2            | 1                     | 0                     | 5             | 0             | –        | –         | 35        | 2         |
| 2013                  | Vegalta Sendai        | J1 League             | 32           | 0            | 4                     | 0                     | 2             | 0             | 4        | 0         | 42        | 0         |
| 2014                  | Vegalta Sendai        | J1 League             | 34           | 1            | 1                     | 0                     | 6             | 0             | –        | –         | 41        | 1         |
| 2015                  | Vegalta Sendai        | J1 League             | 34           | 0            | 3                     | 1                     | 3             | 0             | –        | –         | 40        | 1         |
| 2016                  | Vegalta Sendai        | J1 League             | 33           | 1            | 1                     | 0                     | 2             | 1             | –        | –         | 36        | 2         |
| 2017                  | Vegalta Sendai        | J1 League             | 25           | 0            | 0                     | 0                     | 2             | 0             | –        | –         | 27        | 0         |
| Tổng cộng sự nghiệp   | Tổng cộng sự nghiệp   | Tổng cộng sự nghiệp   | 352          | 5            | 19                    | 0                     | 31            | 2             | 4        | 0         | 406       | 7         |